# 1923年中華民国大総統選挙
1923年中華民国大総統選挙（1923ねんちゅうかみんこくだいそうとうせんきょ、繁: 1923年中華民國大總統選舉）は、1923年（民国12年）10月5日に中華民国で実施された、大総統を選出する選挙である。
直隷派軍閥の曹錕が480票を獲得して当選したが、国会議員の大規模な買収を行った結果の当選であったため、この選挙は曹錕賄選と呼ばれるようになった。

## 背景
1922年（民国11年）5月に第一次奉直戦争が終結し、直隷派が北洋政府の実権を握った。直隷派首領である曹錕の側近たちは徐世昌を大総統の座から引きずり下ろすことを主張した。一方、同じく直隷派の呉佩孚は第1回国会（旧国会）の衆議院議長・参議院議長の王家襄・前綏遠将軍の張紹曽などの提案を支持し、旧国会を復活させて黎元洪を大総統に擁立して「法統の復活」をアピールし、その後に再度選挙を行って曹錕を大総統に選出することを主張した。これにより徐世昌を合法的に免職させることができるだけでなく、北洋政府の体制を1917年（民国16年）以前の合法な状態に戻すことができ、南部での孫文の護法運動も停止させることができると考えられた。
6月2日に徐世昌が大総統を辞職し、6月11日に黎元洪が就任した。大総統に就任した黎元洪は1917年に発した国会解散命令を撤回し、8月1日に京都（現：北京市）で第1回国会が再開された。9月19日には呉佩孚の支持を受けて王寵恵内閣が成立し、閣僚は呉佩孚と親しい人物で固められた。これに曹錕は反発し、直隷派は保定派（曹錕派）と洛陽派（呉佩孚派）に分裂した。曹錕派は倒閣運動を展開し、11月には財政総長の羅文幹が収賄の疑いで曹錕派から糾弾され、逮捕された。これをきっかけに王寵恵内閣は崩壊に追い込まれた。
次の大総統選挙は1923年（民国12年）10月5日に実施される予定であったが、一刻も早く大総統選挙を行いたかった曹錕派は、黎元洪を退陣に追い込む運動を展開した。6月6日に行われた張紹曽内閣の国務会議にて、内政総長の高凌霨は「黎元洪は内閣の職務に干渉しすぎている」と非難し、呉毓麟（交通総長）・程克（司法総長）・張英華（財政総長）が内閣総辞職に同意した。6月8日、曹錕派に雇われた人々が「公民団」を称して黎元洪の退陣を求めるデモを天安門で行い、軍や警察を扇動して暴動を引き起こした。6月13日、黎元洪は国璽を持って天津に逃げるなど抵抗を試みたが、曹錕派の王承斌に包囲されて国璽の放棄を余儀なくされ、大総統の座を追われた。
このような行為に抗議した多くの国会議員が離京した。6月27日、浙江督軍の盧永祥は上海での非常国会開催を提案して議員たちに上海へ向かうよう呼びかけ、200人以上の議員が上海へ向かったが、定足数に満たなかったため開会できなかった。京都にも定足数を満たす数の議員が残っていなかったため、呉景濂（衆議院議長）・高凌霨・呉毓麟・王毓芝らは脅迫や買収などの手段を用いて議員を京都に戻した。9月12日に第1回選挙会が開かれたが、人数不足のため頓挫した。9月13日、曹錕派は大総統選挙時の議員の買収の方法を議論する秘密会議を開き、議員1人につき5000元の小切手を支払うことが決まった。10月1日から、「未払いの給料」という名目で、投票に参加する議員に対する小切手の発行が始まった。

## 選挙の経過
10月5日、京都市内の衆議院会場で大総統選挙が実施された。午前10時の開始を予定していたが、議員らが会場に到着した時には既に11時52分となっていた。参議院議長が空席だったため衆議院議長の呉景濂が開会を宣言し、集まった議員が参議院議員152人・衆議院議員441人の合計593人で、定足数を上回っていることを報告した。
午後2時に投票が開始して4時に終了し、合計590票が集計された。曹錕が480票を獲得して大差で勝利し、第3代大総統に選出された。投票結果は以下の通りである。
| 候補者 | 政党・派閥 | 得票数 |
| ------ | ---------- | ------ |
| 曹錕   | 直隷派     | 480    |
| 孫文   | 中国国民党 | 33     |
| 唐継尭 | 雲南派     | 20     |
| 岑春煊 | 中国国民党 | 8      |
| 段祺瑞 | 安徽派     | 7      |
| 呉佩孚 | 直隷派     | 5      |
| 王家襄 | 進步党     | 2      |
| 陳炯明 | 広東派     | 2      |
| 陸栄廷 | 広西派     | 2      |
| 呉景濂 | 無所属     | 1      |
| 陳三立 | 無所属     | 1      |
| 張紹曽 | 無所属     | 1      |
| 張作霖 | 奉天派     | 1      |
| 陳遐齢 | 四川派     | 1      |
| 唐紹儀 | 無所属     | 1      |
| 汪兆銘 | 中国国民党 | 1      |
| 王士珍 | 無所属     | 1      |
| 谷鍾秀 | 政学派     | 1      |
| 譚延闓 | 中国国民党 | 1      |
| 盧永祥 | 安徽派     | 1      |
| 李烈鈞 | 中国国民党 | 1      |
| 高錫   | 無所属     | 1      |
| 符鼐升 | 無所属     | 1      |
| 姚桐豫 | 無所属     | 1      |
| 胡景翼 | 無所属     | 1      |
| 欧陽武 | 無所属     | 1      |
| 厳修   | 無所属     | 1      |
| 無効票 | 無効票     | 12     |
| 合計   | 合計       | 590    |

なお、無効票の中には「孫美瑶」「五千元」「三立齋」といったものも含まれていた。
大総統選挙の後に副総統選挙の実施を要求する議員も存在したが、自らの状況が不利になることを恐れた曹錕が「南北の統一が実現するまで副総統は選出しない」と表明したため、副総統は空席となった。

## その後
曹錕による「賄選」は各方面からの不満を招いた。孫文率いる中国国民党は曹錕や呉景濂を激しく非難し、曹錕に投票した議員を討伐するよう命令した。
1923年10月3日、衆議院議員の邵瑞彭は5000元の小切手の両面を写真に撮って京師地方検察に告発し、この事件の捜査を要請するとともに、全省に電報を送って事の次第を訴えた。
1924年（民国13年）10月に北京政変が発生して段祺瑞が実権を握ると、司法総長の章士釗は先の大総統選挙で賄賂を受け取った議員の逮捕状に署名し、検察に証拠収集を命じた。検察は事件に関連する銀行の帳簿を検査するよう命じられ、合計480枚の小切手の存在が発覚した。12月6日、臨時執政府は、内閣が「賄賂を受け取った議員を法律に基づいて処罰する」と決議したことを発表した。法院は各議員への逮捕状を出したが、実際には誰一人として逮捕されることはなかった。